# 南格阿尔
南格阿尔（Nangal），是印度旁遮普邦Rupnagar县的一个城镇。总人口40644（2001年）。

## 人口
该地2001年总人口40644人，其中男性21456人，女性19188人；0—6岁人口4335人，其中男2430人，女1905人；识字率78.16%，其中男性为81.69%，女性为74.21%。